# Alberto Rendo
Alberto Rendo (Buenos Aires, 3 gennaio 1940) è un ex calciatore argentino, di ruolo di centrocampista.

## Palmarès

### Calciatore

#### Club
- Campionato argentino: 1

San Lorenzo: 1968 Metropolitano

#### Nazionale
- Taça das Nações: 1

Argentina: 1964